# Harolyn Blackwell
Harolyn Blackwell es una soprano estadounidense nacida en Washington el 23 de noviembre de 1955. Es una soprano lírica activa en ópera, oratorio, recitales y comedia musical donde se inició. Debutó en Broadway en West Side Story de Leonard Bernstein. El paso de soprano soubrette a lírica-coloratura lo realizó exitosamente en la Ópera de Seattle como Olympia en Los cuentos de Hoffmann de Offenbach y Lucia di Lammermoor de Donizetti compañía a la que ha regresado como Norina, Gilda y Lakmé. 
Como su antecesora Reri Grist es bien conocida su encarnación del paje Oscar en Un ballo in maschera de Verdi que cantó junto a Luciano Pavarotti en un telecast desde el MET posteriormente editado en DVD. Muy cómoda en la categoría de los roles llamados "ina", su nombre se popularizó cuando reemplazo a Kathleen Battle (despedida por la dirección del teatro) en el estreno de La fille du régiment en el Metropolitan Opera en 1994. Se destacó asimismo en el Teatro Colón de Buenos Aires en Los Cuentos de Hoffmann (junto a Alfredo Kraus) y en Un ballo in maschera.
Activa en repertorio sinfónico vocal y oratorio ha realizado giras en recitales con su colega la mezzosoprano Florence Quivar, actuó con la Pittsburgh Symphony, Cincinnati Symphony, Dallas Symphony, Seattle Symphony, New York Philharmonic, Munich Philharmonic, NHK Symphony Orchestra, London Symphony Orchestra y la Florida Philharmonic Orchestra bajo la dirección de Herbert Blomstedt, James Conlon, Christoph von Dohnányi, Charles Dutoit, Erich Kunzel, James Levine, Andrew Litton, Zdeněk Mácal, Kurt Masur, Trevor Pinnock, James Judd, André Previn, Simon Rattle, Gerard Schwarz, Leonard Slatkin y David Zinman.
Se destaca su participación en obras como Knoxville: Summer of 1915 de Samuel Barber, Messiah de Händel, La Creación de Haydn, Cuarta Sinfonía de Gustav Mahler y Carmina Burana de Carl Orff. 
En 1997 regresó a Broadway como Cunegonde en Candide de Leonard Bernstein dirigida por Harold Prince.

## Roles
- Adele, Die Fledermaus (Johann Strauss II)

- Barbarina, The Marriage of Figaro (Mozart)

- Blondchen, Die Entführung aus dem Serail (Mozart)

- Clara, Porgy and Bess (Gershwin)

- Constance, Dialogues of the Carmelites (Poulenc)

- Despina, Così fan tutte (Mozart)

- Gilda, Rigoletto (Verdi)

- Giulietta, I Capuleti e i Montecchi (Bellini)

- Lakmé, Lakmé (Delibes)

- Lucía, Lucia di Lammermoor (Donizetti)

- Marie, La fille du régiment (Donizetti)

- Marzelline, Fidelio (Beethoven)

- Nanetta, Falstaff (Verdi)

- Norina, Don Pasquale (Donizetti)

- Olympia, Les contes d'Hoffmann (Offenbach)

- Oscar, Un ballo in maschera (Verdi)

- Poussette, Manon (Massenet)

- Sophie, Der Rosenkavalier (Richard Strauss)

- Sophie, Werther (Massenet)

- Susanna, The Marriage of Figaro (Mozart)

- Valencienne, Die lustige Witwe (Franz Lehár)

- Xenia, Borís Godunov (Músorgski)

- Zdenka, Arabella (Richard Strauss)

- Zerlina, Don Giovanni (Mozart)